# Tørst (fysiologi)
 For alternative betydninger, se Tørst. (Se også artikler, som begynder med Tørst)
Tørst er en fysiologisk funktion, der indikerer at kroppen mangler væske. Det er en normal funktion, der sætter dyr og mennesker i stand til at oprette en hensigtsmæssig væskebalance.

## Anormale og sygelige tilstande
- Det medicinske udtryk polydipsi betegner en sygelig tørst med markant øget trang til at drikke væske. Polydipsi kan være et symptom på sygdom som f.eks. diabetes insipidus.